# Raça Negra (álbum de 1994)
Raça Negra, álbum lançado em 1994,  é o quinto álbum de estúdio do grupo Raça Negra. Foi lançado pela gravadora RGE (atual Som Livre). A faixa "Pro Dia Nascer Feliz", um cover da canção lançada originalmente pelo grupo de pop rock Barão Vermelho, fez com que a banda participasse de uma campanha  para alertar sobre os riscos causados pela AIDS.

## Faixas
| N.º | Título                   | Compositor(es)                          | Duração |  |
| 1.  | "Seu Amor Já Terminou"   | Luiz Carlos                             | 2:58    |  |
| 2.  | "Te Quero Comigo"        | Antonio Carlos de Carvalho, Gabú        | 2:56    |  |
| 3.  | "Me Leva Junto com Você" | Gabú                                    | 3:14    |  |
| 4.  | "Faz Doer"               | Antonio Carlos de Carvalho, Luiz Carlos | 3:27    |  |
| 5.  | "Pra Que Brigar"         | Enio Roberto, Luiz Carlos               | 3:34    |  |
| 6.  | "O Que Eu Faço sem Você" | Luiz Carlos, Waldir Luz                 | 3:34    |  |
| 7.  | "Pro Dia Nascer Feliz"   | Cazuza, Frejat                          | 3:33    |  |
| 8.  | "É Paixão"               | Luiz Carlos, Waldir Luz                 | 2:53    |  |
| 9.  | "Volta"                  | Waldir Luz                              | 3:27    |  |
| 10. | "Tudo Pode Acontecer"    | Antonio Carlos de Carvalho, Gabú        | 3:30    |  |
| 11. | "Nunca Mais"             | Luiz Carlos                             | 2:44    |  |
| 12. | "Beijo na Boca"          | Edson Café, Gabú                        | 3:19    |  |